# Cuộc chiến tranh chưa được biết đến
Cuộc chiến tranh chưa được biết đến (tiếng Anh: The Unknown War, tiếng Nga: Неизвестная война), hay Cuộc chiến tranh Vệ quốc vĩ đại (tiếng Nga: Великая отечественная) là loạt phim tài liệu lịch sử về giai đoạn Thế chiến II của đạo diễn Isaac Kleinerman và Roman Karmen.
Dựa trên những điều được nhắc đến trong cuốn sách Cuộc chiến tranh chưa được biết đến của Harrison Salisbury - phóng viên New York Times, các nhà làm phim cố gắng tái hiện những khoảnh khắc ác liệt nhất trong cuộc chiến đấu của Hồng quân Liên Xô chống lại tập đoàn phát xít Đức trong giai đoạn Thế chiến II.

## Nội dung
Bộ phim là sự trả lời cho câu hỏi: Điều gì đã xảy ra trước cuộc tấn công bất ngờ của Đức Quốc xã vào lãnh thổ Liên bang Soviet (ngày 22 tháng 6 năm 1941) ? Tại sao quân đội Liên Xô thiệt hại nặng nề trong những ngày đầu cuộc chiến ? Tại sao Hitler đã rất tự tin vào một chiến thắng nhanh chóng ?...

### Danh sách các tập phim
1. Ngày 22 tháng Sáu (22 июня 1941 года/ngày 22 tháng 6 năm 1941)
2. Bảo vệ Moskva (Битва за Москву/The Battle for Moscow)
3. 900 ngày đêm Leningrad (Блокада Ленинграда/The Siege of Leningrad)
4. Về Đông (Для Востока/To the East)
5. Thành đồng Stalingrad (Оборона Сталинграда)
6. Nút sống (Выживание в Сталинграде)
7. Trận kịch chiến của những chiếc xe tăng (Величайшее танковое сражение)
8. Sóng cồn Bể Bắc (Война в Арктике)
9. Trận đánh trên không (Война в воздухе)
10. Chiến tranh du kích (Партизаны)
11. Hải chiến (Битва морей)
12. Trận đánh Kavkaz (Битва за Кавказ)
13. Giải phóng Ukraina (Освобождение Украины)
14. Giải phóng Byelorussia (Освобождение Белоруссии)
15. Từ Balkans tới Vienna (От Балкан до Вены)
16. Giải phóng Ba Lan (Освобождение Польши)
17. Quân Đồng Minh (Союзники)
18. Tiến về Berlin (Битва за Берлин)
19. Ngày Chiến thắng (Последняя Битва Неизвестной войны)
20. Chiến sĩ vô danh (Солдат Неизвестной войны)

## Sự kiện thú vị
Với độ dài tới 20 tập (mỗi tập 52 phút), bộ phim đã ngốn hết hơn 3,5 triệu feet phim và được thực hiện bởi những nhà quay phim chiến trường Soviet kể từ những ngày đầu cuộc chiến (22 tháng 6 năm 1941) cho đến khi Hồng quân tiến về Berlin kết liễu một chính thể đầy tội ác (tháng 5 năm 1945). Tuy nhiên, vẫn còn một số lượng không nhỏ trong số những thước phim này chưa được công chiếu ra bên ngoài.
Bằng kinh nghiệm quay phim lâu năm ở các chiến trường và những hiểu biết sâu sắc về thời đại, đạo diễn Roman Karmen đã cùng với những người bạn Mỹ tạo nên một tác phẩm điện ảnh tuyệt vời mang tên Cuộc chiến tranh chưa được biết đến, mà thực sự đã gây nên một hiệu ứng kinh ngạc đối với khán giả phương Tây, những người hầu như chưa biết nhiều về những chiến tích anh hùng của quân dân Liên Xô trong cuộc Chiến tranh Vệ quốc vĩ đại; những con người bình thường ấy đã trở thành kiến trúc sư trưởng trong chiến thắng lẫy lừng trước chủ nghĩa phát xít và tập đoàn quân phiệt Hitler.
Bằng những lao động sáng tạo miệt mài của mình trong các năm 1942, 1947, 1952 và 1960, đạo diễn Roman Karmen đã được trao tặng nhiều huân - huy chương, giải thưởng cấp Nhà nước cùng một giải thưởng Lenin về văn học - nghệ thuật Liên Xô. Tất cả những gì khán giả được thấy qua ống kính của nhà điện ảnh bậc thầy, điều đọng lại là tất cả những gì thuộc về lịch sử đều dẫn đường tới tương lai, nếu không có quá khứ thì không thể có hiện tại, cũng như không có ngày hôm nay thì sẽ không có ngày mai. Điều hiển nhiên đó tuy không phải lúc nào cũng được nhận thức đầy đủ, song sự thật vẫn luôn là cái đúng đắn, phải biết tôn trọng nó và chân lý cuối cùng vẫn là ở sự thật.
Kể từ những năm đầu diễn ra cuộc Chiến tranh Vệ quốc trở về trước, Roman Karmen làm việc ở Xưởng phim Tài liệu Trung ương. "Trong một trận đánh, khi người chiến sĩ chiến đấu với một cây súng trong tay, thì đối với các nhà làm phim, đó là cái máy quay !" - Roman Karmen hồi tưởng về công việc của mình.